# Gakuya Horii
Gakuya Horii (jap. 堀井 岳也, Horii Gakuya; * 3. Juli 1975 in der Präfektur Yamanashi) ist ein ehemaliger japanischer Fußballspieler.

## Karriere
Horii erlernte das Fußballspielen in der Schulmannschaft der Nirasaki High School und der Universitätsmannschaft der Aoyama-Gakuin-Universität. Seinen ersten Vertrag unterschrieb er 1998 bei den Ventforet Kofu. Der Verein spielte in der zweithöchsten Liga des Landes, der Japan Football League. Für den Verein absolvierte er 49 Spiele. 2000 wechselte er zum Ligakonkurrenten Montedio Yamagata. Für den Verein absolvierte er 66 Spiele. Im September 2001 wechselte er zum Erstligisten Consadole Sapporo. Am Ende der Saison 2002 stieg der Verein in die J2 League ab. Für den Verein absolvierte er 105 Spiele. 2006 wechselte er zum Erstligisten Ventforet Kofu. Für den Verein absolvierte er 16 Erstligaspiele. Ende 2006 beendete er seine Karriere als Fußballspieler.